# Czał
Czał (bułg. Чал) – wieś w Bułgarii, w obwodzie Kyrdżali, w gminie Krumowgrad. W 2024 roku liczyła 44 mieszkańców.